# Église Sainte-Parascève de Radruż
L'église Sainte-Parascève est une ancienne église gréco-catholique située à Radruż, en Pologne. Depuis le 21 juin 2013, elle est inscrite sur la liste du patrimoine mondial de l'UNESCO, dans le cadre de l'appellation unique: « tserkvas en bois de la région des Carpates en Pologne et en Ukraine ».

## Dédicace
L'église est dédiée à Parascève d'Iconium (Paraskewa en polonais), martyre du IIIe siècle. En polonais, elle s'intitule cerkiew świętej Paraskewy. 

## Caractéristiques

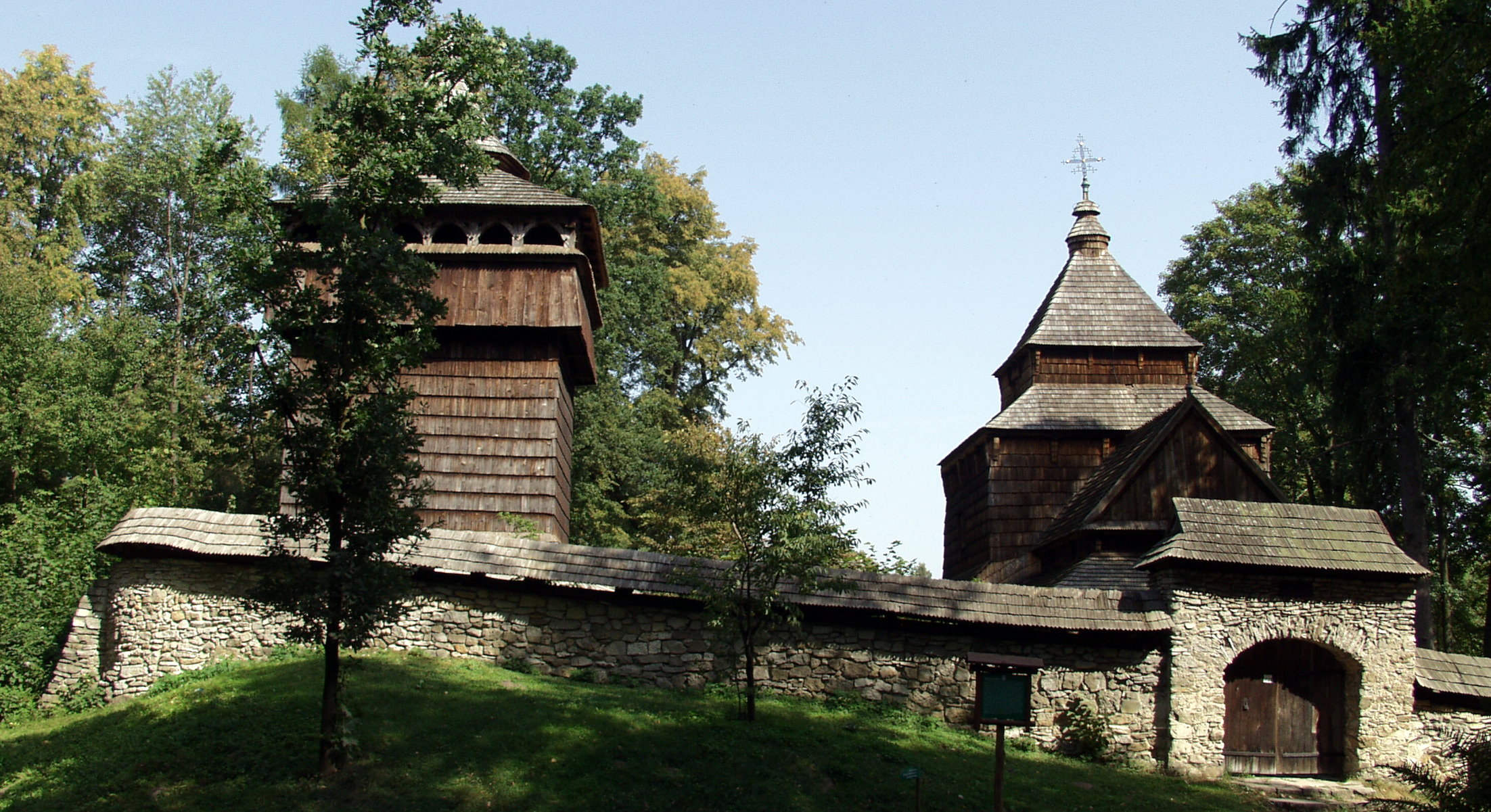
Vue générale du complexe de l'église, derrière ses murs de défense.

L'église est construite à Radruż, un village de l'extrême sud-est de la Pologne situé dans la gmina de Horyniec-Zdrój (powiat de Lubaczów, Basses-Carpates). La frontière avec l'Ukraine n'est située qu'à 500 m au sud-est. L'édifice s'élève sur une petite colline au-dessus du ruisseau Radrużka.
L'église est une construction en bois, constituée de rondins de chêne et de sapin, taillés, disposés horizontalement et recouverts de bardeaux de bois. Le toit, également en bois, est fortement pentu. Au sol, l'église suit un plan composé de trois carrés successifs.
L'église fait partie d'un ensemble comprenant également un clocher en bois, la maison du diacre en pierre, une ancienne pergola et un cimetière. Le tout est entouré d'un mur défensif en pierre.

## Historique

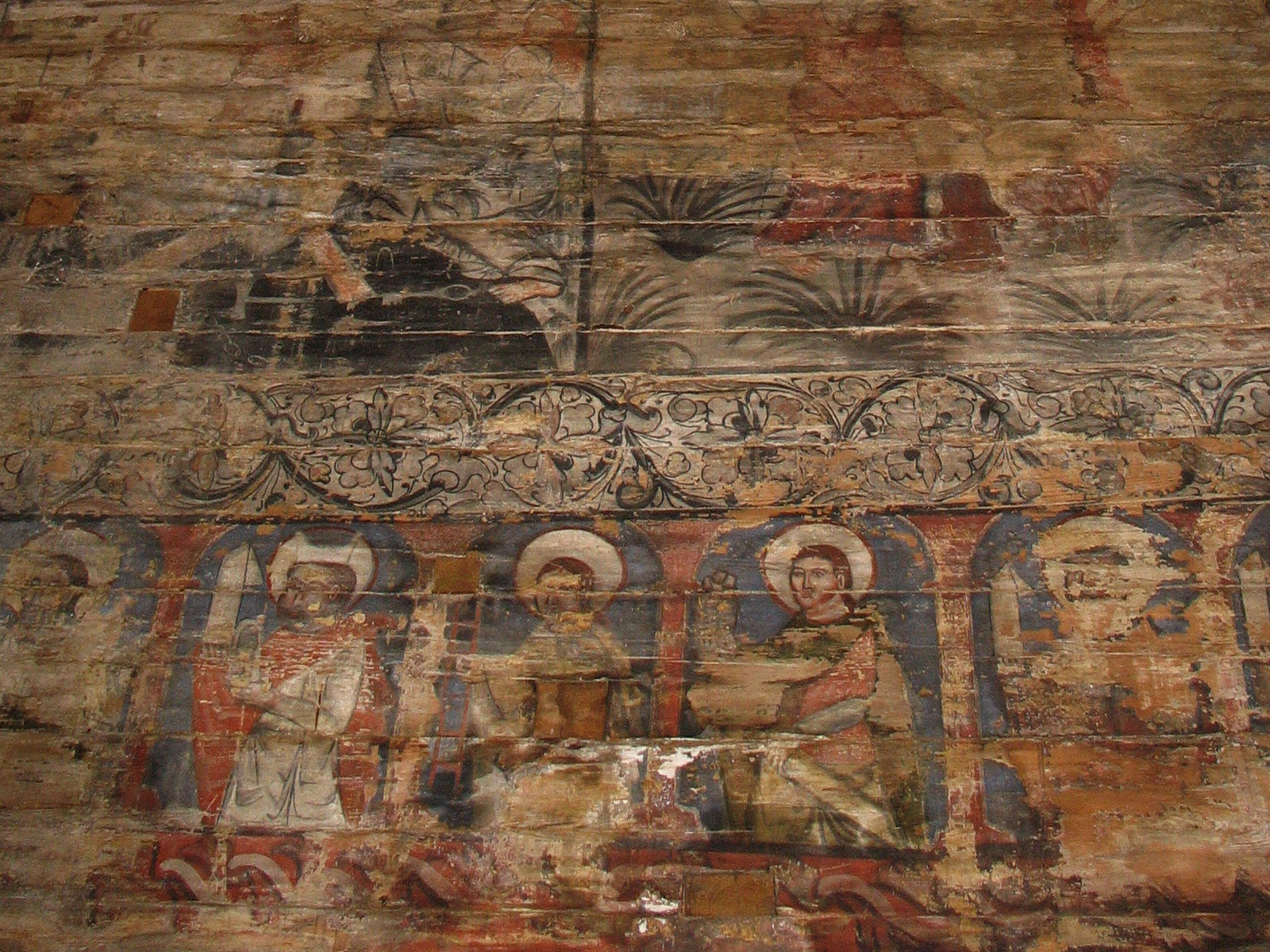
Peinture murale sur l'un des murs à l'intérieur de l'église.

L'église est bâtie en 1583. Le clocher et la maison du diacre datent du XVIIe siècle. La muraille entourant l'ensemble permet d'abriter la population locale au XVIIe siècle, afin de la protéger des incursions tatares.
Après la Seconde Guerre mondiale et les modifications territoriales entre la Pologne et l'Ukraine, l'église se retrouve quasiment sur la frontière avec l'Union soviétique et perd sa communauté. Elle devient propriété de l'État polonais et n'est plus affectée au culte. Dans les années 1963-1965, l'église est restaurée par des artisans locaux, sous la direction de la ville. Elle est protégée en 1986 et 2010. Elle est répertoriée sur la liste des édifices en danger du Fonds mondial pour les monuments en 2012,.